# Night Versions: The Essential Duran Duran
Pour les articles homonymes, voir Duran Duran (homonymie) et Duran.
Albums de Duran Duran
Medazzaland
(1997) Greatest
(1998)
Night Versions: The Essential Duran Duran est une compilation de remixes de Duran Duran, sortie en 1998. Le groupe avait l'habitude d'enregistrer des versions différentes de leurs titres en les rallongeant, en les accélérant, etc. Ces titres étaient surtout prévus pour les boîtes de nuit, d'où l'appellation « Night Versions ». À cette époque, le label EMI décide de sortir cet album malgré la rupture du contrat avec le groupe, en raison de l'échec de leur album studio précédent, Medazzaland (1997). EMI continuera ensuite avec Greatest, un album compilation sorti quelques mois plus tard, puis un autre recueil de remixes, Strange Behaviour en mars 1999.

## Liste des titres
| 1.  | Planet Earth (Night version)                    | 6:16 |
| 2.  | Girls on Film (Night version)                   | 5:27 |
| 3.  | My Own Way (Night version)                      | 6:34 |
| 4.  | Hungry Like the Wolf (Night version)            | 5:14 |
| 5.  | Rio (12" Dance Version)                         | 6:42 |
| 6.  | New Religion (Night version)                    | 5:14 |
| 7.  | Hold Back the Rain (Carnival remix)             | 7:14 |
| 8.  | Is There Something I Should Know? (Monster Mix) | 6:40 |
| 9.  | Union of the Snake (Monkey Mix)                 | 6:23 |
| 10. | The Reflex (Dance Mix)                          | 6:34 |
| 11. | The Wild Boys (Wilder Than Wild Boys Mix)       | 8:00 |

| 1. | New Moon on Monday (Extended Mix) | 6:00 |

## Crédits
- Colin Thurston : remix de My Own Way, producteur[2]
- David Kershenbaum : remix de Hungry Like the Wolf, Rio, New Religion et Hold Back The Rain
- Alex Sadkin : remix de Is There Something I Should Know?, Union of the Snake
- Ian Little : remix de Is There Something I Should Know?
- Jason Corsaro : remix de The Reflex
- Nile Rodgers : remix de The Reflex et The Wild Boys